# ليس للكرامة جدران
ليس للكرامة جدران هو اسم فيلم وثائقي يمني تم ترشيحة لجائزة الأوسكار ويعتبر أول فيلم يمني يصل إلى الترشح إلى جائزة الأوسكار وقد تأهل الفيلم ضمن ثمانية أفلام أخرى للفوز بجائزة الأوسكار عن فئة الأفلام الوثائقية القصيرة. الفيلم من إخراج المخرجة اليمنية سارة إسحاق.
| جوائز          | جوائز       | جوائز                                         | جوائز              | جوائز |
| جائزة          | تاريخ حفل   | فئة                                           | المتلقين والمرشحين | نتيجة |
| -------------- | ----------- | --------------------------------------------- | ------------------ | ----- |
| جائزة الأوسكار | 2 مارس 2014 | جائزة الأوسكار لأفضل فيلم وثائقي (موضوع قصير) | سارة إسحاق         | رُشِّح   |

## مكان وزمان توثيق قصة الفيلم
وثق فريق مكون من شابة وشابين أحداث مظاهرات جمعة الكرامة التي وقعت في 18 مارس 2011 وهي الجمعة التي خرج فيها الاف اليمنيين يطالبون برحيل نظام الرئيس السابق علي عبد الله صالح ويصور الفلم الوثائقي أعمال العنف والجرائم البشعة التي ارتكبت ضد المدنين المتظاهرين سلمياً في العاصمة صنعاء في ساحة التغيير.

## فريق عمل الفيلم
1. سارة إسحاق.
2. عبد الرحمن حسين.
3. أمين الغابري.

## وصلات خارجية
- الموقع الرسمي
- ليس للكرامة جدران على موقع IMDb (الإنجليزية)
- ليس للكرامة جدران على موقع روتن توميتوز (الإنجليزية)
- ليس للكرامة جدران على موقع قاعدة بيانات الأفلام العربية
- ليس للكرامة جدران على موقع فيلمافينيتي (الإسبانية)
- ليس للكرامة جدران على موقع قاعدة بيانات الفيلم (الإنجليزية)
- ليس للكرامة جدران على موقع ليتربوكسد (الإنجليزية)
- ليس للكرامة جدران على موقع كينوبويسك (الروسية)